# Championnats d'Europe de gymnastique artistique masculine 1967
Navigation
Édition précédente Édition suivante
Le 7e championnat d'Europe de gymnastique artistique masculine s'est déroulé à Tampere en Finlande en 1967.

## Résultats

### Concours général individuel
| Rang               | Gymnaste                | Total  |
| ------------------ | ----------------------- | ------ |
| Médaille d'or      | Mikhail Voronin (URS)   | 58.000 |
| Médaille d'argent  | Viktor Lisitsky (URS)   | 57.300 |
| Médaille de bronze | Franco Menichelli (ITA) | 57.250 |

### Finales par engins

#### Sol
| Rang               | Gymnaste                | Total |
| ------------------ | ----------------------- | ----- |
| Médaille d'or      | Lasse Laine (FIN)       | 19.15 |
| Médaille d'argent  | Franco Menichelli (ITA) | 19.10 |
| Médaille de bronze | Mikolaj Kubica (POL)    | 18.80 |

#### Cheval d'arçon
| Rang               | Gymnaste               | Total |
| ------------------ | ---------------------- | ----- |
| Médaille d'or      | Mikhail Voronin (URS)  | 19.55 |
| Médaille d'argent  | Miroslav Cerar (YUG)   | 19.20 |
| Médaille de bronze | Gerhard Dietrich (GDR) | 18.90 |

#### Anneaux
| Rang               | Gymnaste              | Total |
| ------------------ | --------------------- | ----- |
| Médaille d'or      | Mikhail Voronin (URS) | 19.40 |
| Médaille d'or      | Viktor Lisitsky (URS) | 19.40 |
| Médaille de bronze | Mikolaj Kubica (POL)  | 19.10 |

#### Saut
| Rang               | Gymnaste               | Total  |
| ------------------ | ---------------------- | ------ |
| Médaille d'or      | Viktor Lisitsky (URS)  | 19.200 |
| Médaille d'argent  | Georgi Adamov (BUL)    | 18.775 |
| Médaille de bronze | Gerhard Dietrich (GDR) | 18.175 |

#### Barres parallèles
| Rang               | Gymnaste                  | Total |
| ------------------ | ------------------------- | ----- |
| Médaille d'or      | Mikhail Voronin (URS)     | 19.40 |
| Médaille d'argent  | Franco Menichelli (ITA)   | 19.30 |
| Médaille de bronze | Giovanni Carminucci (ITA) | 19.20 |

#### Barre fixe
| Rang               | Gymnaste                | Total |
| ------------------ | ----------------------- | ----- |
| Médaille d'or      | Viktor Lisitsky (URS)   | 19.45 |
| Médaille d'argent  | Mikhail Voronin (URS)   | 19.40 |
| Médaille de bronze | Miroslav Cerar (YUG)    | 19.15 |
| Médaille de bronze | Franco Menichelli (ITA) | 19.15 |

## Tableau des médailles
| 1 | {{country data {{{1}}} | Pays/callback | name = | variant= | size= }} | ? | ? | ? | ? |
| 2 | {{country data {{{1}}} | Pays/callback | name = | variant= | size= }} | ? | ? | ? | ? |
| 3 | {{country data {{{1}}} | Pays/callback | name = | variant= | size= }} | ? | ? | ? | ? |
| 4 | {{country data {{{1}}} | Pays/callback | name = | variant= | size= }} | ? | ? | ? | ? |
| 5 | {{country data {{{1}}} | Pays/callback | name = | variant= | size= }} | ? | ? | ? | ? |
| 6 | {{country data {{{1}}} | Pays/callback | name = | variant= | size= }} | ? | ? | ? | ? |
| 7 | {{country data {{{1}}} | Pays/callback | name = | variant= | size= }} | ? | ? | ? | ? |
| 8 | {{country data {{{1}}} | Pays/callback | name = | variant= | size= }} | ? | ? | ? | ? |